# 続エマニエル夫人
『続エマニエル夫人』（ぞくエマニエルふじん、Emmanuelle l'antivierge）は、1975年のフランス映画。前年公開の映画『エマニエル夫人』の続編である。主演はシルビア・クリステル。
当初公表されていたタイトルは『続・エマニエル夫人・反処女』だった。

## キャスト
| 役名           | 俳優                     | 日本語吹替   |
| 役名           | 俳優                     | 東京12ch版   |
| -------------- | ------------------------ | ------------ |
| エマニエル     | シルビア・クリステル     | 小原乃梨子   |
| ジャン         | ウンベルト・オルシーニ   | 羽佐間道夫   |
| アンナ・マリア | カトリーヌ・リヴェ       | 藤田淑子     |
| イングリッド   | カロリーヌ・ロランス     | 鷲尾真知子   |
| クリストファー | フレデリック・ラガーシュ | 井上真樹夫   |
| ローラ         | フローレンス・ラフマ     | 小谷野美智子 |
| ピーター       | トム・クラーク           | 平林尚三     |
| ウォン         | クレア・リチャーズ       | 黄蛾媚       |
| 船員           |                          | 藤本譲       |
| 中国人         |                          | 仲木隆司     |
| 老婆           |                          | 鈴木れい子   |
| 牧師           |                          | 野島昭生     |
| アナウンサー   |                          | 村山明       |

日本語吹替：初回放送1979年1月30日『火曜映画劇場』(正味約84分)。放映当時視聴率は21.2%を記録。

## スタッフ
- 監督：フランシス・ジャコベッティ
- 製作：イヴ・ルッセ＝ルアール（フランス語版）
- 原作：エマニュエル・アルサン
- 脚本：フランシス・ジャコベッティ、ロベール・エリア、ジェラール・ブラッシュ（フランス語版）
- 撮影：ロベール・フレース
- 音楽：フランシス・レイ

日本語版
- 演出：山田悦司
- 翻訳：大野隆一
- 調整：山田太平
- 選曲：東条別府精
- 効果：赤塚不二夫
- 制作：ザック・プロモーション